# Умберто Саба
Умберто Саба (справжнє прізвище Полі, Poli; 9 березня 1883 — 25 серпня 1957) — італійський письменник, поет.

## Життєпис
Народився в Трієсті, який входив тоді до складу Австро-Угорщини, в сім'ї торгового агента — венеційця зі знатної родини Уго Едуардо Полі і тріестінської єврейки Феліції Рахілі Коен. Його батько прийняв юдаїзм, щоб одружитися з матір'ю. Однак батьки розлучилися ще до народження сина, батько змушений був покинути Трієст, оскільки був італійським громадянином і прихильником ірредентизму (тобто приєднання до Італії всіх населених італійцями територій, в тому числі Трієста). Вперше побачив свого батька в 20 років.
Велику роль в житті Умберто зіграла годувальниця словенка Жозефа Габровіч Шкобар або, як її називали, Пеппа або Пеппа Сабац. Кілька років він жив в її будинку. Пеппа, у якої нещодавно помер син, стала його другою матір'ю. Згодом у віршах він зображує роки життя у Пеппи як найщасливіші.
Працював деякий час учнем (після третього або четвертого класу гімназії) в одному з торгових домів Трієста. Закінчив середню освіту в Королівській Академії торгівлі та навігації. Деякий час служив юнгою на торговому судні.
У 1903 році вступив до Пізанського університету, де вивчав спочатку італійську літературу, потім — археологію, німецьку мову і латинь. На початку XX століття намагався займатися скрипкою. У 1904 році через сварку з одним скрипалем Уго К'єза впав у депресію, яка з часом розвинулася в серйозне нервове захворювання. У той же час повернувся в Трієст, писав вірші і замітки для газети; перші вірші підписував псевдонімом Умберто Шопен Полі.
Як громадянин Італії в 1907—1908 роках був на службі в італійській армії в Салерно. Повернувся в Трієст в вересні 1908 року. В 1909 одружився з Кароліною Вельфлер (Ліна його віршів). У 1910 народилася дочка Лінучча.
У 1911 на власні кошти видає першу книгу «Вірші», вперше використовує псевдонім «Саба» (походження невідоме — може від імені годувальниці, від єврейського «Саба» — «хліб, дідусь»).
У роки першої світової війни Саба, що не цікавиться політикою, схиляється все ж до підтримки позиції втручання газети Il Popolo d'Italia, яка видається Муссоліні (за втручання у війну на боці Антанти для приєднання Трієста і інших австрійських територій, населених італійцями).
Покликаний на військову службу в Касальмаджоре в табір австрійських військовополонених, як писар, потім в 1917 році на аеродром для заготовки пиломатеріалів для літаків.
В цей час читав Ніцше і в результаті погіршення психічного стану потрапив у військовий госпіталь в Мілані (1918).
У 1921 році видав перший варіант своєї Книги пісень (Il canzoniere). Надалі двічі перевидавав, доповнюючи новими віршами. З 1922 року дружба з Джакомо Бенедетті і співробітництво в Primo Tempo. У 1926 році увійшов до групи письменників, які співпрацювали в журналі Solaria (до 1934 року) Присвячений Сабі окремий номер журналу (1928) означав остаточне визнання його як поета.